# Haghpat

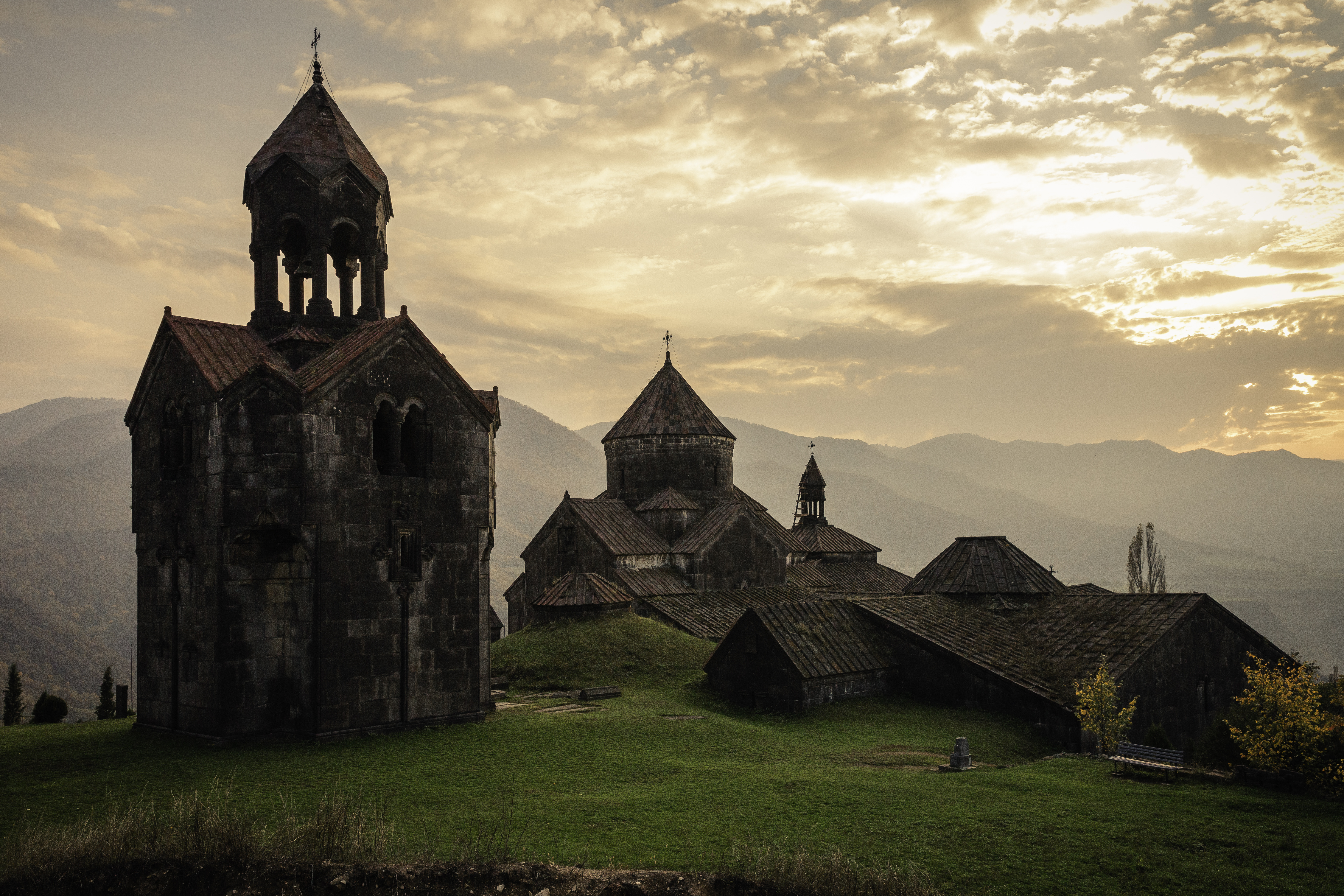
Klostret i Haghpat

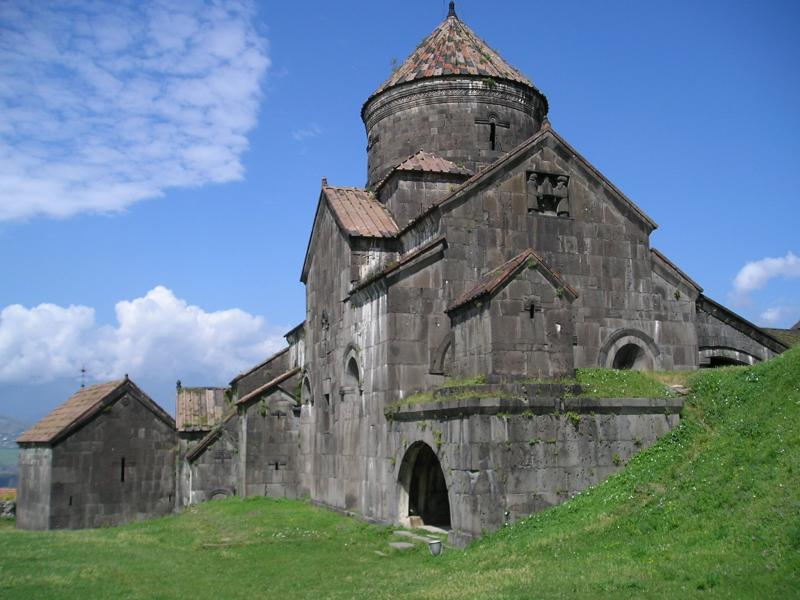
Sourb Nshan (Heliga Korsets teckens) kyrka

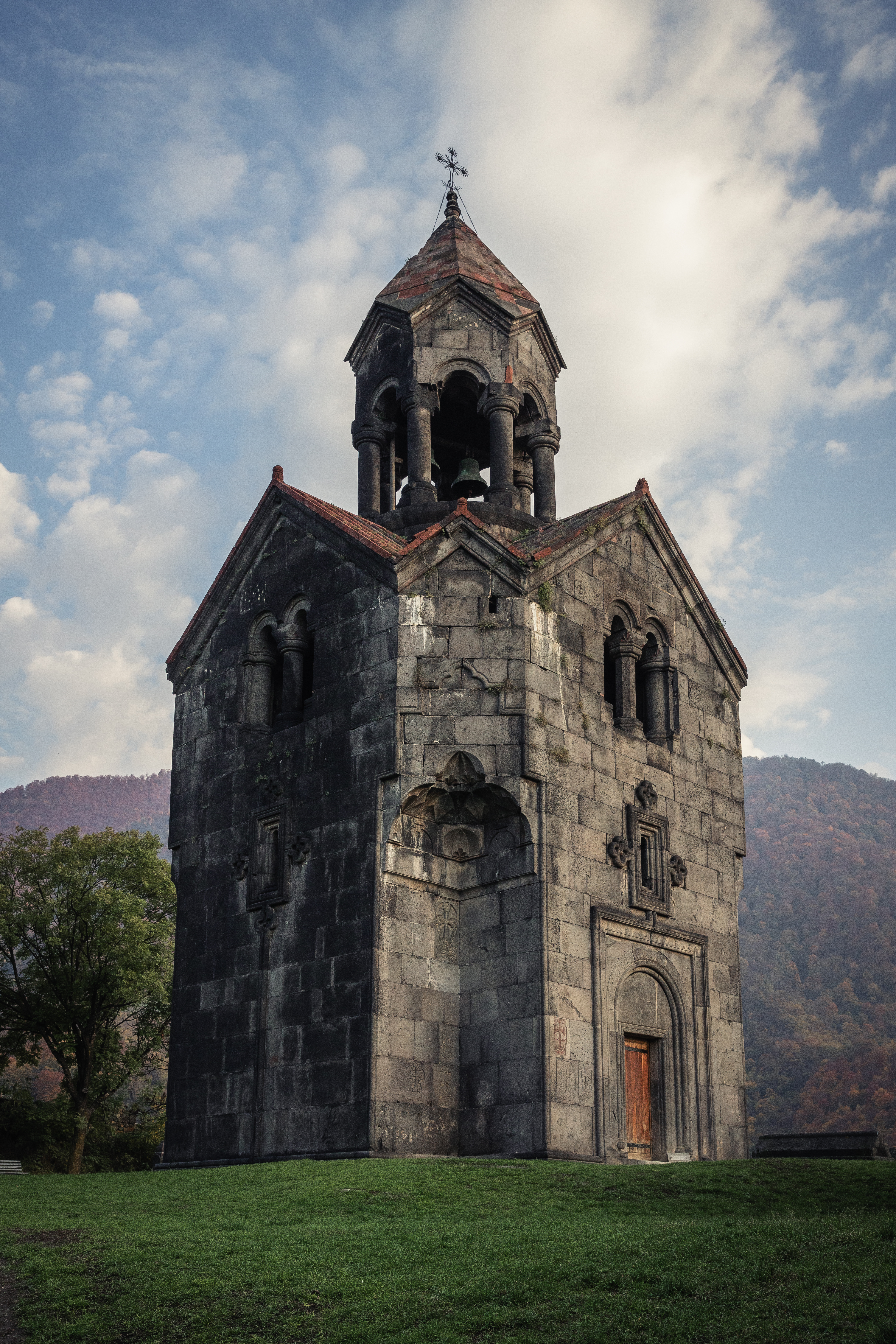
Klostrets klocktorn sett från nordväst

Haghpat (armeniska "Հաղպատ") är ett samhälle i norra delen av provinsen Lori i Armenien, nära staden Alaverdi och gränsen till Georgien. Byn är känd för Haghpatavank (Հաղպատավանք) klosterkomplex, grundat under 900-talet och sedan 1996 uppsatt på Unescos världsarvslista.

## Klostret i Haghpath
Klosterkomplexet tillhör Armenisk-apostoliska kyrkan och har ett stort antal khachkarer (stenar med ristade kors) och biskopsgravar över hela området. Komplexet representerar ett enastående och magnifikt exempel på medeltida armenisk arkitektur och attraherar en stadigt ökande mängd turister då ett antal armeniska resebyråer har börjat ha med Haghpat på sina resrutter.

## Byn Haghpat
Byn har än så länge inte tjänat särskilt mycket på turismen och är fortfarande utfattig. En majoritet av befolkningen har boskap och odlar sina egna grönsaker. Några enstaka invånare har fått jobb i Alaverdi, omkring 10 km från Haghpat, medan andra plockar bär (huvudsakligen björnbär och skogskornell) från skogarna runt byn och säljer dem. Vatten hämtas från de många källorna som finns i bergen.
Byn är belägen på ett stort plant område som delas av djupa sprickor uppkomna av floder, exempelvis Debed. 